# Alchemilla incurvata
Alchemilla incurvata là loài thực vật có hoa trong họ Hoa hồng. Loài này được Gand. mô tả khoa học đầu tiên.